# Werner Pfitzner
Werner Pfitzner (* 14. Februar 1961) ist ein ehemaliger deutscher Fußballspieler.

## Karriere
Zur Saison 1981/82 stieg er von der zweiten Mannschaft (U-23) in den Profikader des Karlsruher SC auf, der in der Bundesliga spielte. Sein Debüt gab er am 28. April 1982 bei der 4:0-Auswärtsniederlage gegen Borussia Dortmund. Zwischen 1982 und 1984 war er wieder für die U-23 aktiv, bevor er in der Saison 1984/85 wieder in die Profimannschaft aufstieg, jedoch mit dem KSC aus der Bundesliga in die 2. Bundesliga abstieg. Insgesamt kam er fünfmal für den Profibereich des KSC zum Einsatz. 1986 wechselte er zum SV Linx, mit denen er 1987 in die damals drittklassige Amateur-Oberliga Baden-Württemberg aufstieg. Zur Saison 1988/89 wechselte er zum ASV Durlach, die im Karlsruher Stadtteil Durlach beheimatet sind und in der Verbandsliga Baden spielten. Dort spielte er bis zum Jahr 1991.
Im DFB-Pokal kam er in einer Partie zum Einsatz.
Später kehrte er als Co-Trainer der U-14-Jugend zum KSC zurück.

## Privates
Derzeit ist er Gesamtpersonalratsvorsitzender der Stadt Karlsruhe.